# Communauté de communes Champagne Vesle
Die Communauté de communes Champagne Vesle war ein französischer Gemeindeverband mit der Rechtsform einer Communauté de communes im Département Marne in der Region Grand Est. Sie wurde am 11. Dezember 2000 gegründet und umfasste 33 Gemeinden.
Der Gemeindeverband wurde am 1. Januar 2017 mit den Communautés de communes Beine-Bourgogne, Vallée de la Suippe, Rives de la Suippe, Nord Champenois, Fismes Ardre et Vesle und Vesle et Coteaux de la Montagne de Reims sowie Teilen der Communauté de communes Ardre et Châtillonnais, zudem der Communauté d’agglomération Reims Métropole zur neu gegründeten Communauté urbaine du Grand Reims zusammengeschlossen.

## Ehemalige Mitgliedsgemeinden
1. Aubilly
2. Bouilly
3. Bouleuse
4. Branscourt
5. Châlons-sur-Vesle
6. Chamery
7. Chenay
8. Coulommes-la-Montagne
9. Courcelles-Sapicourt
10. Courmas
11. Courtagnon
12. Écueil
13. Faverolles-et-Coëmy
14. Germigny
15. Gueux
16. Janvry
17. Jouy-lès-Reims
18. Les Mesneux
19. Méry-Prémecy
20. Muizon
21. Ormes
22. Pargny-lès-Reims
23. Rosnay
24. Sacy
25. Saint-Euphraise-et-Clairizet
26. Savigny-sur-Ardres
27. Sermiers
28. Serzy-et-Prin
29. Thillois
30. Treslon
31. Trigny
32. Ville-Dommange
33. Vrigny